# Anthony Barker (cónego)
Anthony Barker MA (falecido em 1551) foi um cónego de Windsor de 1541 a 1551.

## Carreira
Ele foi educado no Corpus Christi College, Oxford e formou-se MA em 1523.
Ele foi nomeado:
- Reitor de Wroughton, Wiltshire 1530
- Vigário de West Ham, Essex 1538
- Vigário de Binford, Oxford 1542
- Vigário de Burfield, Berkshire 1547
- Prebendário de Winchester
- Prebendário de Lincoln 1540

Ele foi nomeado para a décima segunda bancada na Capela de São Jorge, Castelo de Windsor em 1541, e manteve a posição até 1551.